# Padre no hay más que uno (franquicia)
Padre no hay más que uno es una serie de películas españolas de comedia creada por los guionistas Marta González de Vega y Santiago Segura. La primera entrega de la serie, Padre no hay más que uno, es un remake español de la película argentina de 2017 Mamá se fue de viaje, cuya idea original fue concebida por el productor Juan Vera.
Las películas se centran en la vida y desventuras de una familia española de clase media-alta, los García Loyola, formada por el padre, Javier (Segura); la madre, Marisa (Toni Acosta); y sus cinco hijos, Sara (Martina D'Antiochia), Carlota (Calma Segura), Rocío (Luna Fulgencio), Dani (Carlos González Morollón) y Paulita (Sirena Segura). Fuera de la familia principal, entre los integrantes de la familia extendida se incluyen el hermano de Javier, Paco (Leo Harlem), y su esposa Carmen (Silvia Abril); los abuelos, Milagros (Loles León) y Agustín (Carlos Iglesias); y la criada contratada de la familia, Rosaura (Wendy Ramos).
La primera película de la serie fílmica, Padre no hay más que uno, fue estrenada en cines españoles el 1 de agosto de 2019, con distribución de Sony Pictures España; debido a su éxito en taquilla, dos secuelas, Padre no hay más que uno 2: La llegada de la suegra (2020) y Padre no hay más que uno 3 (2022), han sido estrenadas. Una cuarta entrega, Padre no hay más que uno 4: Campanas de boda, concluyó su rodaje en octubre de 2023 y fue estrenada en cines para el 18 de julio de 2024.

## Películas
| Película                                                   | Fecha de estreno    | Director        | Guionista/s | Productor/es                                                                                         |
| ---------------------------------------------------------- | ------------------- | --------------- | --- | --- |
| Padre no hay más que uno (2019)                            | 1 de agosto de 2019 | Santiago Segura | Guión: Marta González de Vega y Santiago Segura Basada en: La película Mamá se fue de viaje, idea original de Juan Vera | María Luisa Gutiérrez, Santiago Segura, Ignacio Salazar-Simpson, Ricardo Marco Budé y Cindy Teperman |
| Padre no hay más que uno 2: La llegada de la suegra (2020) | 19 de julio de 2020 | Santiago Segura | Marta González de Vega y Santiago Segura                                                                                | María Luisa Gutiérrez, Santiago Segura y Mercedes Gamero                                             |
| Padre no hay más que uno 3 (2022)                          | 14 de julio de 2022 | Santiago Segura | Marta González de Vega y Santiago Segura                                                                                | María Luisa Gutiérrez y Santiago Segura                                                              |
| Padre no hay más que uno 4: Campanas de boda (2024)        | 17 de julio de 2024 | Santiago Segura | Marta González de Vega y Santiago Segura                                                                                | María Luisa Gutiérrez y Santiago Segura                                                              |
| Padre no hay más que uno 5: Nido repleto (2025)            | 26 de junio de 2025 | Santiago Segura | Marta González de Vega y Santiago Segura                                                                                | María Luisa Gutiérrez y Santiago Segura                                                              |

### Padre no hay más que uno(2019)
Javier García (Santiago Segura) es un padre de familia con cinco hijos — Sara (Martina D'Antiochia), Carlota (Calma Segura), Rocío (Luna Fulgencio), Dani (Carlos González Morollón) y Paulita (Sirena Segura) — que está obsesionado con el trabajo y totalmente despreocupado por las labores del hogar y de sus hijos, las cuales deja a su mujer, Marisa Loyola (Toni Acosta). Después de no poder obtener los días de permiso para irse de viaje con su mujer para celebrar sus 15 años de matrimonio, Javier convence a Marisa de irse con su cuñada, Carmen (Silvia Abril), y dejarle solo con los hijos durante varios días. Javier no tardará en darse cuenta de que en realidad cuidar de cinco hijos es mucho más difícil de lo que parece, y la caótica situación evolucionará de forma progresiva hasta el desastre más absoluto – pero, a la vez, les dará a padre e hijos la oportunidad de conocerse y disfrutarse por primera vez.

### Padre no hay más que uno 2ː La llegada de la suegra(2020)
Con el triunfo de la asistente virtual 'Conchi', Javier se ha convertido en líder del chat de madres y todo marcha sobre ruedas. La tranquilidad les dura poco a los García Loyola, ya que Marisa tiene grandes noticias: está embarazada de nuevo. Por si fuera poco, la suegra, Milagros (Loles León), ha aparecido en la casa, revolucionando la ya de por sí caótica vida de la familia.

### Padre no hay más que uno 3(2022)
En la víspera de la temporada navideña, los García Loyola se preparan para la temporada navideña. Dani y Paula han roto por accidente una figurilla de colección del Belén de Javier, y los cinco hijos intentan esconder el accidente hasta poder comprar una exactamente igual por internet. Mientras esto ocurre, los miembros de la familia lidian con otros problemas: Sara rompe con su novio, Ocho (Diego Arroba "El Cejas"), quien le pide ayuda a Javier para recuperarla; y el abuelo, Agustín (Carlos Iglesias), visita a la familia para pasar las Navidades después de su separación, lo que no deja indiferente a Milagros.

### Padre no hay más que uno 4: Campanas de boda(2024)
En agosto de 2023, Santiago Segura dio el primer anuncio oficial de la posibilidad de una cuarta entrega de la serie de películas, comentando que le gustaría poder contratar al tenista Rafael Nadal para un posible cameo en la película. El rodaje de la película, titulada Padre no hay más que uno 4, comenzó en septiembre de 2023 en la isla de Gran Canaria; partes del rodaje de la cinta también tuvieron lugar en Madrid. Para octubre de 2023, el rodaje de la cinta ya había finalizado. Más adelante, se concretó su fecha de estreno de Padre no hay más que uno 4 para el 18 de julio de 2024.

## Reparto
| Leyenda   |              |            |
| Principal | Secundario/a | No aparece |

| Personaje                     | Películas                | Películas                                           | Películas                  | Películas                  | Películas                                |
| Personaje                     | Padre no hay más que uno | Padre no hay más que uno 2: La llegada de la suegra | Padre no hay más que uno 3 | Padre no hay más que uno 4 | Padre no hay más que uno 5: Nido repleto |
| Personaje                     | 2019                     | 2020                                                | 2022                       | 2024                       | 2025                                     |
| ----------------------------- | ------------------------ | --------------------------------------------------- | -------------------------- | -------------------------- | ---------------------------------------- |
| Javier García                 | Santiago Segura          | Santiago Segura                                     | Santiago Segura            | Santiago Segura            | Santiago Segura                          |
| Marisa Loyola                 | Toni Acosta              | Toni Acosta                                         | Toni Acosta                | Toni Acosta                | Toni Acosta                              |
| Sara García Loyola            | Martina D'Antiochia      | Martina D'Antiochia                                 | Martina D'Antiochia        | Martina D'Antiochia        | Martina D'Antiochia                      |
| Carlota García Loyola         | Calma Segura             | Calma Segura                                        | Calma Segura               | Calma Segura               | Calma Segura                             |
| Rocío García Loyola           | Luna Fulgencio           | Luna Fulgencio                                      | Luna Fulgencio             | Luna Fulgencio             | Luna Fulgencio                           |
| Daniel "Dani" García Loyola   | Carlos González Morollón | Carlos González Morollón                            | Carlos González Morollón   | Carlos González Morollón   | Carlos González Morollón                 |
| Paula "Paulita" García Loyola | Sirena Segura            | Sirena Segura                                       | Sirena Segura              | Sirena Segura              | Sirena Segura                            |
| Paco García                   | Leo Harlem               | Leo Harlem                                          | Leo Harlem                 | Leo Harlem                 | Leo Harlem                               |
| Carmen                        | Silvia Abril             | Silvia Abril                                        | Silvia Abril               | Silvia Abril               | Silvia Abril                             |
| Rosaura                       | Wendy Ramos              | Wendy Ramos                                         | Wendy Ramos                | Wendy Ramos                | Wendy Ramos                              |
| Leticia                       | Marta González de Vega   | Marta González de Vega                              | Marta González de Vega     | Marta González de Vega     | Marta González de Vega                   |
| Madre del colegio             | Diana Navarro            | Diana Navarro                                       | Diana Navarro              |                            |                                          |
| Madre del colegio             | Mónica Pérez             | Mónica Pérez                                        | Mónica Pérez               |                            |                                          |
| Milagros García               |                          | Loles León                                          | Loles León                 | Loles León                 | Loles León                               |
| Ocho                          |                          | Diego Arroba "El Cejas"                             | Diego Arroba "El Cejas"    | Diego Arroba "El Cejas"    | Diego Arroba "El Cejas"                  |
| Cura                          |                          | Florentino Fernández                                |                            | Florentino Fernández       | Florentino Fernández                     |
| Vecino molesto                |                          |                                                     | Florentino Fernández       |                            |                                          |
| Madre de Sandra               |                          | Carmen Alcayde                                      | Carmen Alcayde             |                            |                                          |
| Agustín Loyola                |                          |                                                     | Carlos Iglesias            | Carlos Iglesias            | Carlos Iglesias                          |
| Cristina García Loyola        |                          |                                                     | Luna López                 | Blanca Ramírez             | Blanca Ramírez                           |
| Nora                          |                          |                                                     |                            | Neus Asensi                | Neus Asensi                              |

## Recepción

### Recaudación en taquilla
| Película                   | Fecha de estreno (España) | Presupuesto (estimado) | Recaudación de taquilla |
| -------------------------- | ------------------------- | ---------------------- | ----------------------- |
| Padre no hay más que uno   | 1 de agosto de 2019       | 2 700 000 €            | 14 230 000 €            |
| Padre no hay más que uno 2 | 19 de julio de 2020       | 3 989 582 €            | 12 938 753 €            |
| Padre no hay más que uno 3 | 14 de julio de 2022       | 5 322 692 €            | 15 606 103 €            |
| Padre no hay más que uno 4 | 17 de julio de 2024       |                        | 13 442 979 €            |
| Padre no hay más que uno 5 | 26 de junio de 2025       |                        |                         |
| Total                      | Total                     | 12 012 274 €           | 56 217 835 €            |